# Péter Bernek
Péter Bernek (* 13. April 1992 in Budapest) ist ein ehemaliger ungarischer Schwimmer. Bei Weltmeisterschaften erschwamm er eine Gold- und eine Bronzemedaille auf der 25-Meter-Bahn. Bei Europameisterschaften gewann er auf der 50-Meter-Bahn einmal Silber und dreimal Bronze, auf der 25-Meter-Bahn erkämpfte er zweimal Gold, dreimal Silber und einmal Bronze.

## Karriere
Der 1,93 Meter große Péter Bernek schwamm für Kőbánya SC und für Budapesti VSC. In Einzel- und Staffelwettbewerben gewann er fast 50 ungarische Meistertitel. Er ist mit der Schwimmerin Ágnes Mutina verheiratet.

### Die Jahre bis zur ersten Olympiateilnahme 2012
Bei den Junioreneuropameisterschaften 2009 wurde Bernek Zweiter über 400 Meter Freistil hinter dem Franzosen Yannick Agnel und über 200 Meter Rücken hinter dem Polen Radosław Kawęcki. Mit der 4-mal-100-Meter-Lagenstaffel gewann er die Bronzemedaille. Bernek trat drei Wochen später auch bei den Weltmeisterschaften in Rom an. Die 4-mal-200-Meter-Freistilstaffel in der Besetzung Gergő Kis, Zoltán Povázsay, Péter Bernek und László Cseh verpasste mit der neuntbesten Vorlaufzeit die Finalteilnahme um 0,17 Sekunden.
Bei den Junioreneuropameisterschaften 2010 siegte Bernek über 200 Meter Rücken. Über 100 Meter Rücken schlug er als Zweiter hinter dem Israeli Yakov Toumarkin an und über 50 Meter Rücken belegte er den vierten Platz. Einen Monat nach den Junioreneuropameisterschaften fanden in Singapur die Olympischen Jugendspiele statt. Péter Bernek gewann über 200 Meter Rücken und wurde Vierter über 100 Meter Rücken. Im November bei den Kurzbahneuropameisterschaften in Eindhoven verfehlte Bernek als Vierter über 200 Meter Rücken die Bronzemedaille um eine Zehntelsekunde.
2011 wurde Bernek ungarischer Meister über 100 und 200 Meter Rücken. Bei den Weltmeisterschaften in Shanghai schwamm Bernek im Halbfinale über 200 Meter Rücken die zehntbeste Zeit. Ende 2011 bei den Kurzbahneuropameisterschaften in Stettin gewann Bernek über 200 Meter Rücken die Bronzemedaille hinter dem Polen Radosław Kawęcki und dem Spanier Aschwin Wildeboer Faber. Über 100 Meter Rücken wurde Bernek Neunter.
Im Mai 2012 fanden die Europameisterschaften in Debrecen statt. Zum Auftakt erreichte die 4-mal-100-Meter-Freistilstaffel mit Dominik Kozma, László Cseh, Péter Bernek und Krisztián Takács den sechsten Platz. Über 100 Meter Rücken wurde Bernek Vierter mit 0,63 Sekunden Rückstand auf den Dritten und 0,01 Sekunden Vorsprung auf zwei zeitgleiche Fünfte. Über 200 Meter Rücken siegte Radosław Kawęcki mit 0,6 Sekunden vor Bernek, anderthalb Sekunden hinter Bernek wurde Yakov Toumarkin Dritter. Die 4-mal-200-Meter-Freistilstaffel mit Dominik Kozma, Gergő Kis, Péter Bernek und László Cseh erschwamm die Bronzemedaille hinter den Deutschen und den Italienern. Ebenfalls Bronze gewann die 4-mal-100-Meter-Lagenstaffel mit Péter Bernek, Dániel Gyurta, László Cseh und Dominik Kozma, hier siegten die Italiener vor den Deutschen. Zwei Monate später trat Bernek bei den Olympischen Spielen in London in drei Disziplinen an. Die 4-mal-100-Meter-Freistilstaffel mit Péter Bernek, Gergő Kis, Gábor Balog und Krisztián Takács schwamm die 14. Vorlaufzeit. Die 4-mal-200-Meter-Freistilstaffel mit Kozma, Cseh, Bernek und Kis erreichte den achten Platz. Über 200 Meter Rücken erreichte Bernek das Halbfinale und belegte insgesamt den 12. Platz. Im November bei den Kurzbahneuropameisterschaften in Chartres wurde Bernek Zweiter über 200 Meter Rücken hinter Kawęcki. Bernek belegte außerdem den fünften Platz über 200 Meter Freistil und den achten Platz über 100 Meter Rücken. Im Dezember bei den Kurzbahnweltmeisterschaften in Istanbul erreichte Bernek den fünften Platz über 200 Meter Rücken. Auch mit der 4-mal-100-Meter-Lagenstaffel erreichte Bernek das Finale, die Staffel wurde aber im Endlauf disqualifiziert.

### Die Jahre bis zur zweiten Olympiateilnahme 2016
Bei den Weltmeisterschaften 2013 in Barcelona wurde Bernek Achter über 200 Meter Rücken. Ende 2013 bei den Kurzbahneuropameisterschaften in Herning wurde Bernek über 200 Meter Rücken Zweiter hinter Kawęcki. Über 200 Meter Freistil belegte er den zehnten Platz.
2014 bei den Europameisterschaften in Berlin verpasste Bernek als Elfter des Halbfinales den Finaleinzug über 100 Meter Rücken. Über 200 Meter Rücken wurde er Vierter, 0,05 Sekunden hinter seinem Landsmann Gábor Balog. Ende 2014 bei den Kurzbahnweltmeisterschaften in Doha verfehlte Bernek sowohl über 100 als auch über 200 Meter Rücken das Finale. Über 200 Meter Freistil belegte Bernek den fünften Platz. Über 400 Meter Freistil siegte Bernek mit über zwei Sekunden Vorsprung vor dem Briten James Guy.
Bei den Weltmeisterschaften 2015 in Kasan erreichte Bernek nur über 400 Meter Freistil das Finale und belegte den fünften Platz. Ende des Jahres siegte Bernek bei den Kurzbahneuropameisterschaften in Netanja über 400 Meter Freistil mit einer halben Sekunde Vorsprung vor dem Deutschen Paul Biedermann.
Im Mai 2016 bei den Europameisterschaften in London wurde Bernek über 400 Meter Freistil Dritter hinter dem Italiener Gabriele Detti und dem Dänen Henrik Christiansen. Die 4-mal-200-Meter-Freistilstaffel mit Dominik Kozma, Gergő Kis, Ádám Telegdy und Péter Bernek erreichte den siebten Platz. Zweieinhalb Monate später bei den Olympischen Spielen in Rio de Janeiro wurde die ungarische 4-mal-200-Meter-Freistilstaffel im Vorlauf disqualifiziert. Bernek trat zunächst über 400 Meter Freistil an und schied als 21. der Vorläufe aus. Über 200 Meter Freistil wurde Bernek 37. von 47 Teilnehmern. Ende des Jahres bei den Kurzbahnweltmeisterschaften in Windsor hatte Bernek seine Form wiedergefunden. Hinter dem Südkoreaner Park Tae-hwan und dem Russen Alexander Krasnych gewann er die Bronzemedaille über 400 Meter Freistil. Über 200 Meter Freistil und über 200 Meter Rücken schied er im Vorlauf aus.

### Die Jahre bis zur dritten Olympiateilnahme 2020
2017 bei den Weltmeisterschaften in Budapest erreichte Bernek das Finale über 200 Meter Rücken und belegte den sechsten Platz, er schlug 0,53 Sekunden hinter dem Drittplatzierten an. Ende 2017 bei den Kurzbahneuropameisterschaften in Kopenhagen wurde Bernek über 400 Meter Freistil Zweiter hinter Krasnych. Über 400 Meter Lagen siegte Bernek mit fast vier Sekunden Vorsprung vor dem Deutschen Philip Heintz.
2018 bei den Kurzbahnweltmeisterschaften in Hangzhou erreichte Bernek das Finale über 400 Meter Lagen und wurde Vierter mit einer Sekunde Rückstand auf den Gewinner der Bronzemedaille, Brandonn Almeida aus Brasilien. Bei den Weltmeisterschaften 2019 in Gwangju belegte Bernek den fünften Platz über 400 Meter Lagen.
Nach der Unterbrechung durch die COVID-19-Pandemie schied Bernek bei den Europameisterschaften 2021 in Budapest im Vorlauf über 200 Meter Rücken als 14. aus. Über 400 Meter Lagen wurde er Sechster. Ebenfalls 2021 ausgetragen wurden die Olympischen Spiele in Tokio. Über 400 Meter Lagen schied Bernek als 13. der Vorläufe aus, zur Finalteilnahme fehlten ihm etwa zwei Sekunden.